# Oxelösund (gemeente)
Oxelösund is een Zweedse gemeente in Södermanland. De gemeente behoort tot de provincie Södermanlands län. Ze heeft
een totale oppervlakte van 760,3 km² en telde 11.273 inwoners in 2004.

## Plaatsen
- Oxelösund (stad)
- Svartuddslandet

## Geboren in Oxelösund
- Ralf Åkesson, schaker

Altea · Bad Kötzting · Bellagio · Bundoran · Chojna · Granville · Holstebro · Houffalize · Judenburg · Karkkila · Kőszeg · Meerssen · Niederanven · Oxelösund · Preveza · Rovinj · Sesimbra · Sherborne · Sigulda · Sušice · Türi